# Phalangochilus
Genre
Phalangochilus est un genre d'opilions laniatores de la famille des Gonyleptidae.

## Distribution
Les espèces de ce genre sont endémiques de l'État de Rio de Janeiro au Brésil.

## Liste des espèces
Selon World Catalogue of Opiliones (20/08/2021) :
- Phalangochilus flavolimbatus (Soares, 1946)
- Phalangochilus luteipes Mello-Leitão, 1938

## Publication originale
- Mello-Leitão, 1938 : « Considerações sobre os Phalangodoidea Soer. com descrição de novas formas. » Annaes da Academia Brasileira de Sciencias, vol. 10, p. 135–145.